# Agrostis aequivalvis
Agrostis aequivalvis é uma espécie de gramínea do gênero Agrostis, pertencente à família Poaceae.